# Primera Air Nordic
Primera Air Nordic war eine lettische Charterfluggesellschaft mit Sitz in Riga und Basis auf dem Flughafen Riga. Sie war eine Tochtergesellschaft der Primera Air Scandinavia.

## Geschichte
Primera Air Nordic wurde im September 2014 gegründet und nahm den Flugbetrieb im Oktober 2014 mit einer Boeing 737-800 auf. Im Laufe des Jahres 2015 wurde die Flotte durch drei weitere 737-800 ergänzt. Alle Maschinen stammen aus den Beständen der Primera Air Scandinavia.
Am 11. Mai 2017 gab Primera Air Nordic das Leasing von acht Boeing 737 Max 9 bekannt. Die Maschinen von Air Lease Corporation sollen wie die fest bestellten 737 MAX 9 von Primera Air Scandinavia auf Flügen an die US-Ostküste eingesetzt werden.
Am 1. Oktober 2018 teilte Primera Air kurzfristig mit, insolvent zu sein und den Flugbetrieb ab Mitternacht einzustellen.

## Flugziele
Primera Air Nordic flog für Reiseveranstalter typische Urlaubsziele vorwiegend im Mittelmeerraum und auf den Kanarischen Inseln an.

## Flotte

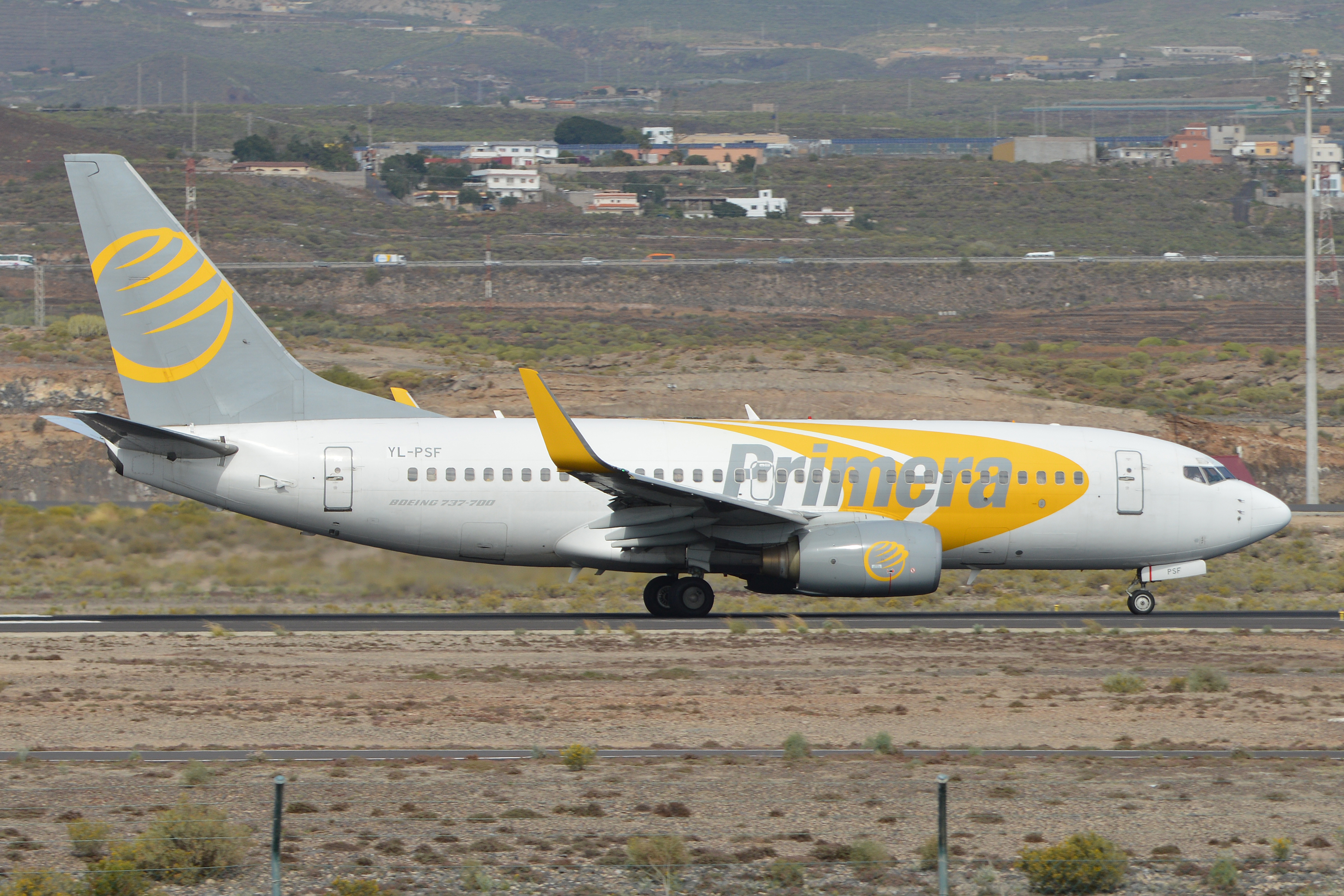
Boeing 737-700 der Primera Air Nordic

Mit Stand März 2018 bestand die Flotte der Primera Air Nordic aus sieben Flugzeugen mit einem Durchschnittsalter von 15,9 Jahren.
| Flugzeugtyp      | Anzahl | bestellt | Anmerkungen                             | Sitzplätze |
| ---------------- | ------ | -------- | --------------------------------------- | ---------- |
| Boeing 737-700   | 2      |          | mit Winglets ausgestattet               | 148        |
| Boeing 737-800   | 5      |          | mit Winglets ausgestattet               | 189        |
| Boeing 737 Max 9 |        | 8        | geleast von ALC; Auslieferung vsl. 2019 | - offen -  |
| Gesamt           | 7      | 8        |                                         |            |